# 1652 год в науке
В 1652 году произошли различные научные и технологические события, некоторые из которых представлены ниже.

## Публикации
- Французский математик Жан Франсуа, учитель Декарта, издал учебник географии «La science de la geographie»[1].

## Родились
См. также: Категория:Родившиеся в 1652 году
- 8 января — Вильгельм Хомберг, французский химик немецкого происхождения (умер в 1715 году).
- 21 апреля — Мишель Ролль, французский математик, автор символа корня произвольной степени (умер в 1719 году).
- (?) — Иван Тихонович Посошков, первый русский экономист-теоретик и изобретатель, автор социально-экономического трактата «Книга о скудости и богатстве» (1724) (умер в 1726 году).

## Скончались
См. также: Категория:Умершие в 1652 году
- 18 августа — Флоримон де Бон, французский математик, друг и комментатор Декарта (род. в 1601 году).
- 8 октября — Джон Гривз, английский астроном, чуть было не сумевший упразднить в Англии високосные годы (род. в 1602 году).
- 21 ноября — Ян Брожек, польский математик и  астроном-коперниканец (род. в 1585 году).